# Diocesi di Medaba

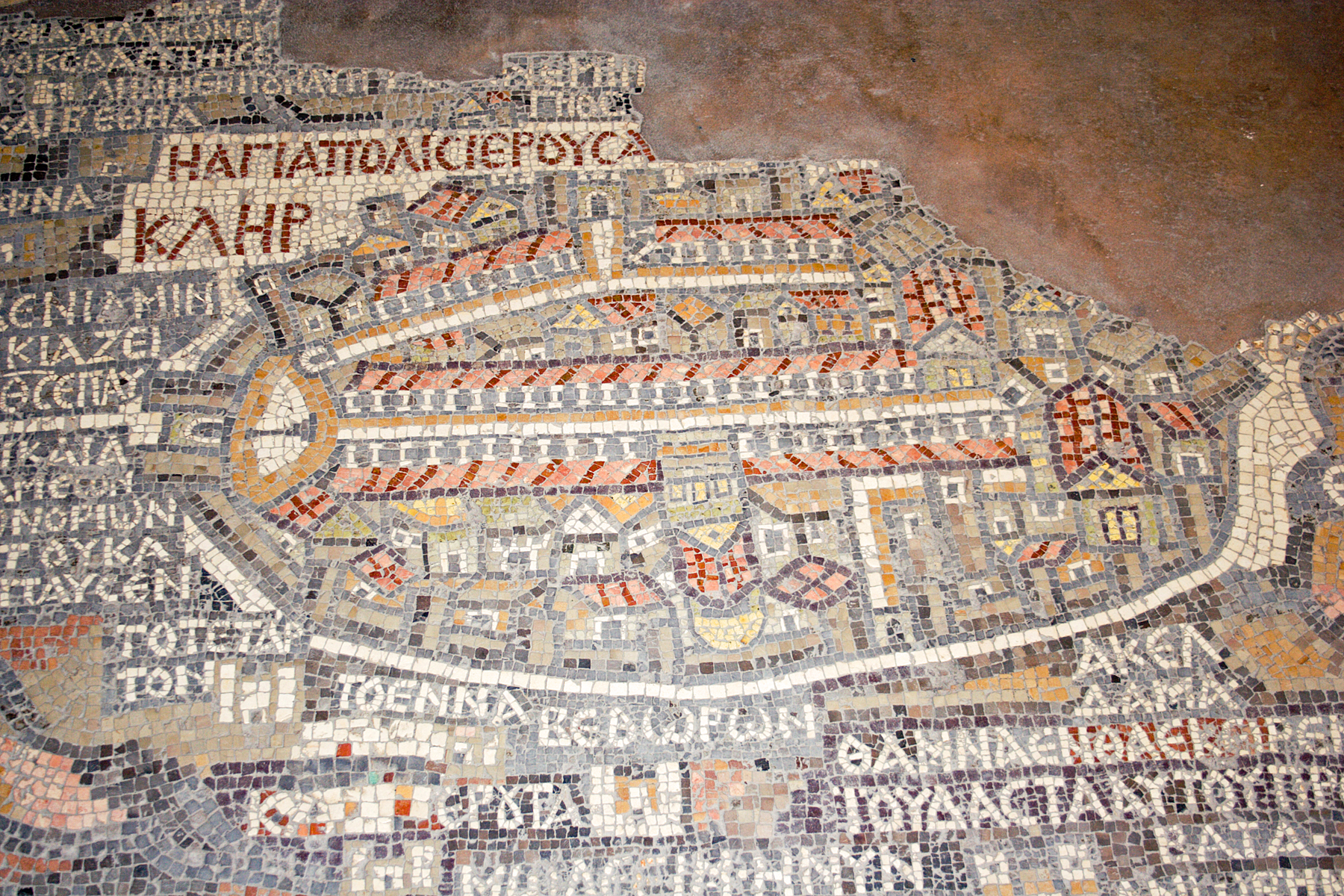
Parte del famoso mosaico di Madaba, raffigurante una mappa della Palestina di epoca bizantina.

La diocesi di Medaba (in latino Dioecesis Medabensis) è una sede soppressa e sede titolare della Chiesa cattolica.

## Storia
Medaba, corrispondente alla città di Madaba nell'odierna Giordania, è un'antica sede episcopale della provincia romana d'Arabia nella diocesi civile d'Oriente. Faceva parte del patriarcato di Antiochia ed era suffraganea dell'arcidiocesi di Bosra, come attestato da una Notitia episcopatuum del VI secolo. Era la diocesi più meridionale della provincia.
Michel Le Quien attribuisce a questa diocesi il vescovo Nonno, episcopus civitatis Zerabenae, che in realtà appartiene alla diocesi di Zorava. Al concilio di Calcedonia del 451 il metropolita Costantino di Bosra firmò gli atti al posto di molti dei suoi vescovi suffraganei assenti; tra questi anche il vescovo Gaiano I, che Le Quien confonde con un vescovo omonimo, discepolo di sant'Eutimio, consacrato vescovo di Medaba poco dopo la metà del V secolo dal metropolita Antipatro.
Gli scavi archeologici in Madaba e nei villaggi circostanti, oltre alla scoperta di diverse chiese e della cattedrale, hanno permesso di conoscere il nome di un buon numero di vescovi tra VI e VIII secolo, indice della vitalità della comunità cristiana di Madaba anche in epoca persiana e omayyade.
Dal 1933 Medaba è annoverata tra le sedi vescovili titolari della Chiesa cattolica; dal 19 gennaio 2012 l'arcivescovo, titolo personale, titolare è Maroun Elias Nimeh Lahham, già vescovo ausiliare di Gerusalemme.

## Cronotassi

### Vescovi greci
- Gaiano I † (menzionato nel 451)
- Gaiano II † (eletto nel 458 circa)
- Malico (o Malechio) † (fine V secolo / inizio VI secolo)
- Fido † (fine V secolo / inizio VI secolo)
- Ciro † (fine V secolo / inizio VI secolo)[3]
- Elia † (prima del 531 - dopo il 536)[4]
- Giovanni † (prima del 557 - dopo il 565)[2][5]
- Sergio I † (prima del 576[6] - dopo il 597)[2]
- Leonzio † (prima del 603 - dopo il 608)[2][7]
- Sergio II † (menzionato nel 718)[8][9]
- Giobbe † (prima del 756 - dopo il 762)[10]
- Teofane † (menzionato nel 767)[11]

### Vescovi titolari
- Károly Gombos † (8 novembre 1948 - 12 novembre 1982 deceduto)
- Maroun Elias Nimeh Lahham, dal 19 gennaio 2012